# Henry H. Arnold
Henry Harley "Hap" Arnold (25 de juny de 1886 - 15 de gener de 1950) va ser un oficial general estatunidenc que arribà al rang de General de l'Exèrcit i més tard,  General de la Força Aèria. Arnold va ser un pioner de l'aviació, cap del Cos Aeri (1938–1941), comandant general de les Forces Aèries de l'Exèrcit dels Estats Units, l'únic general de la Força Aèria dels Estats Units que tenia un rang de cinc estrelles i l'únic oficial que tenia un rang de cinc estrelles estrella en dos serveis militars nord-americans diferents. Arnold també va ser el fundador del Projecte RAND, que va evolucionar fins a convertir-se en un dels grups de reflexió sobre polítiques globals sense ànim de lucre més grans del món, la RAND Corporation, i va ser un dels fundadors de Pan American World Airways.
Amb instrucció de vol pels germans Wright, Arnold va ser un dels primers pilots militars del món i un dels tres primers pilots qualificats de la història de la Força Aèria dels Estats Units. Va vèncer la por a volar derivada de les seves experiències amb el vol primerenc, va supervisar l'expansió del Servei Aeri durant la Primera Guerra Mundial i es va convertir en un protegit del general Billy Mitchell.
Arnold va arribar al comandament de les Forces Aèries de l'Exèrcit immediatament abans de l'entrada dels Estats Units a la Segona Guerra Mundial i va dirigir la seva expansió cent vegades d'una organització de poc més de 20.000 homes i 800 avions de combat de primera línia a la força aèria més gran i poderosa del món. Advocat de la investigació i desenvolupament tecnològic , el seu mandat va veure el desenvolupament del bombarder intercontinental, el caça de reacció, l'ús extensiu del radar, el transport aeri global i la guerra atòmica com a pilars de la potència aèria moderna.
El sobrenom més utilitzat d'Arnold, "Hap", era l'abreviatura de "Happy", atribuït de diverses maneres a col·laboradors de treball quan va actuar com a pilot d'acrobàcies de cinema mut l'octubre de 1911, o a la seva dona, que va començar a utilitzar el sobrenom en la seva correspondència el 1931 després de la mort de la mare d'Arnold. La seva família l'anomenava Harley durant la seva joventut, i la seva mare i la seva dona l'anomenaven "Sunny". Els seus companys de classe de West Point van anomenar Arnold "Pewt" o "Benny" i els seus subordinats immediats i el personal de la seu es van referir a ell com "El Cap"

## Biografia

### Primers anys
Nascut el 25 de juny de 1886 a Gladwyne, Pennsilvània, Arnold era fill del doctor Herbert Alonzo Arnold (1857–1933), un metge i membre de la prominent família política i militar Arnold. La seva mare era Anna Louise ("Gangy") Harley (1857–1931), d'una família de granja "Dunker" i la primera dona de la seva família a assistir a l'escola secundària. Arnold era baptista en creences religioses, però tenia forts vincles mennonites a través d'ambdues famílies. Tanmateix, a diferència del seu marit, "Gangy" Arnold era "amant de la diversió i propens a riure", i no rígid en les seves creences. Quan Arnold tenia onze anys, el seu pare va participar en la guerra hispanoamericana servint com a cirurgià a la Guàrdia Nacional de Pennsilvània, de la qual va romandre membre durant els següents 24 anys.
Arnold va assistir a la Lower Merion High School a Ardmore, Pennsilvània, i es va graduar el 1903. Els camps d'atletisme de Lower Merion porten el seu nom. Arnold no tenia cap intenció d'assistir a West Point (es preparava per assistir a la Universitat de Bucknell i entrar al ministeri baptista), però va fer l'examen d'ingrés després que el seu germà gran Thomas desafiés el seu pare i es negués a fer-ho. Arnold va ocupar el segon lloc de la llista i va rebre una cita amb retard quan el cadet nominat va confessar estar casat, prohibit per les normes de l'acadèmia.

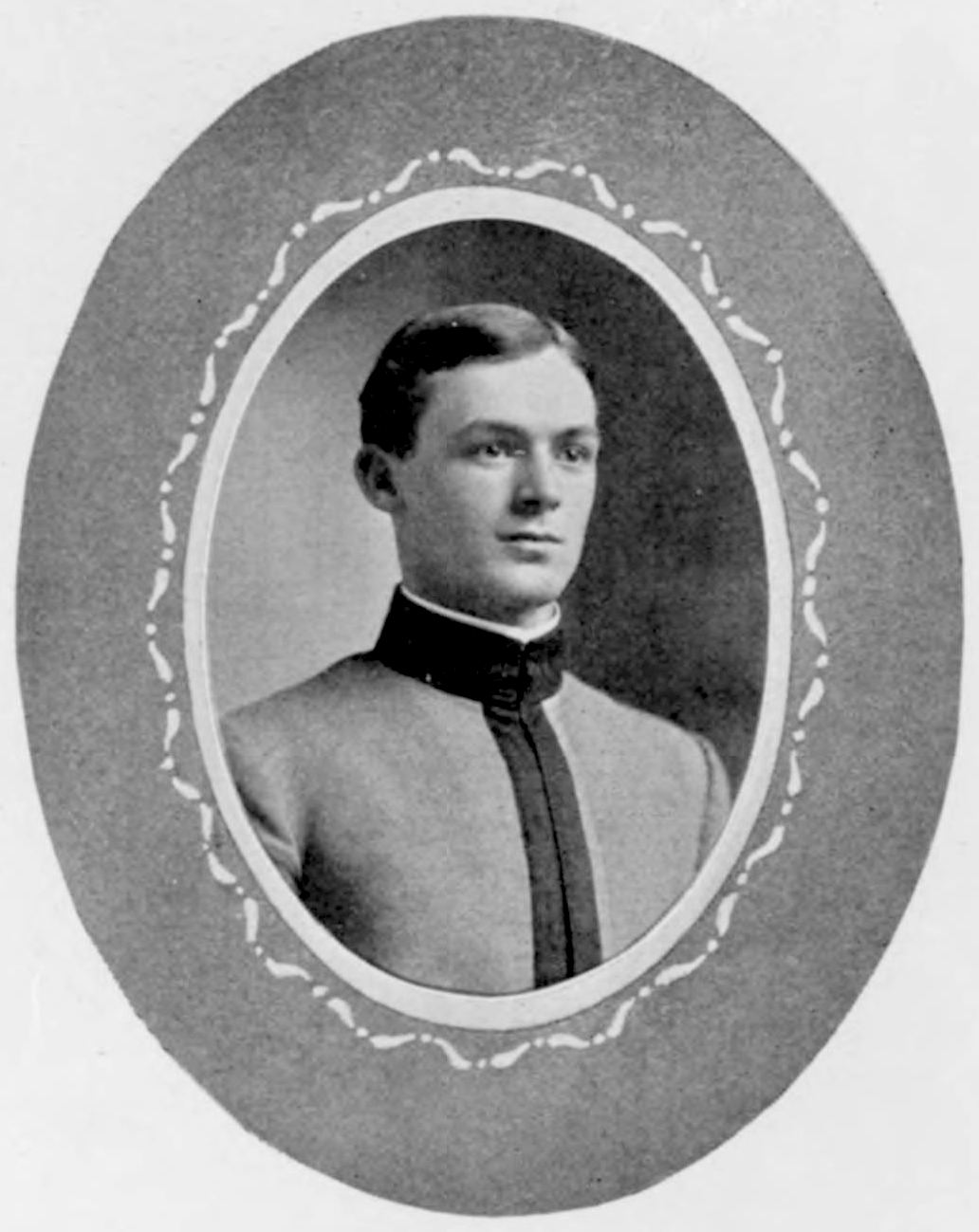
A West Point el 1907

Arnold va ingressar a l'Acadèmia Militar dels Estats Units a West Point com a "Juliette" (un més tard), acabant de complir 17 anys. La seva carrera de cadet es va passar com a "màniga neta" (cadet rast). A l'acadèmia va ajudar a fundar la "Mà Negra", un grup de cadets bromistes, i el va dirigir durant el seu primer any de classe. Va jugar de corredor del segon equip per a l' equip de futbol universitari, va ser llançador de pes a l'equip de pista i camp i va destacar en el polo. La posició acadèmica d'Arnold variava entre la part mitjana i la baixa de la seva classe, amb les seves millors puntuacions en matemàtiques i ciències. Volia dedicar-se a la cavalleria, però un registre de demèrit inconsistent i una classificació acumulada de mèrits generals de 66è de 111 cadets van donar com a resultat el seu encarregat el 14 de juny de 1907, com a segon tinent d'infanteria. Inicialment va protestar per la comissió (no hi havia cap requisit de comissió per als graduats de la USMA el 1907), però es va persuadir d'acceptar una comissió al 29è d'Infanteria, en aquell moment estacionada a les Filipines. Arnold va arribar a Manila el 7 de desembre de 1907.
A Arnold no li agradaven els deures de la tropa d'infanteria i es va oferir voluntari per ajudar el capità Arthur S. Cowan del 20è d'Infanteria, que estava en assignació temporal a les Filipines cartografiant l'illa de Luzón. Cowan va tornar als Estats Units després de completar el detall de la cartografia , va ser transferit al Cos de Senyals i va ser assignat per reclutar dos tinents per convertir-se en pilots. Cowan es va posar en contacte amb Arnold, que va comunicar el seu interès a transferir-se també al Cos de Senyals, però no va sentir res de resposta durant dos anys. El juny de 1909, el 29è d'infanteria es va traslladar a Fort Jay , Nova York, i en el camí cap al seu nou lloc de servei a través de París, Arnold va veure el seu primer avió en vol, un Blérito XI pilotat per Louis Blériot. El 1911, Arnold va sol·licitar el trasllat al Departament d'Artilleria de l'Exèrcit dels Estats Units perquè oferia una promoció immediata a primer tinent. Mentre esperava els resultats de l'oposició obligatòria, va saber que el seu interès per l'aeronàutica no s'havia oblidat.

#### Pioner de l'aviació militar

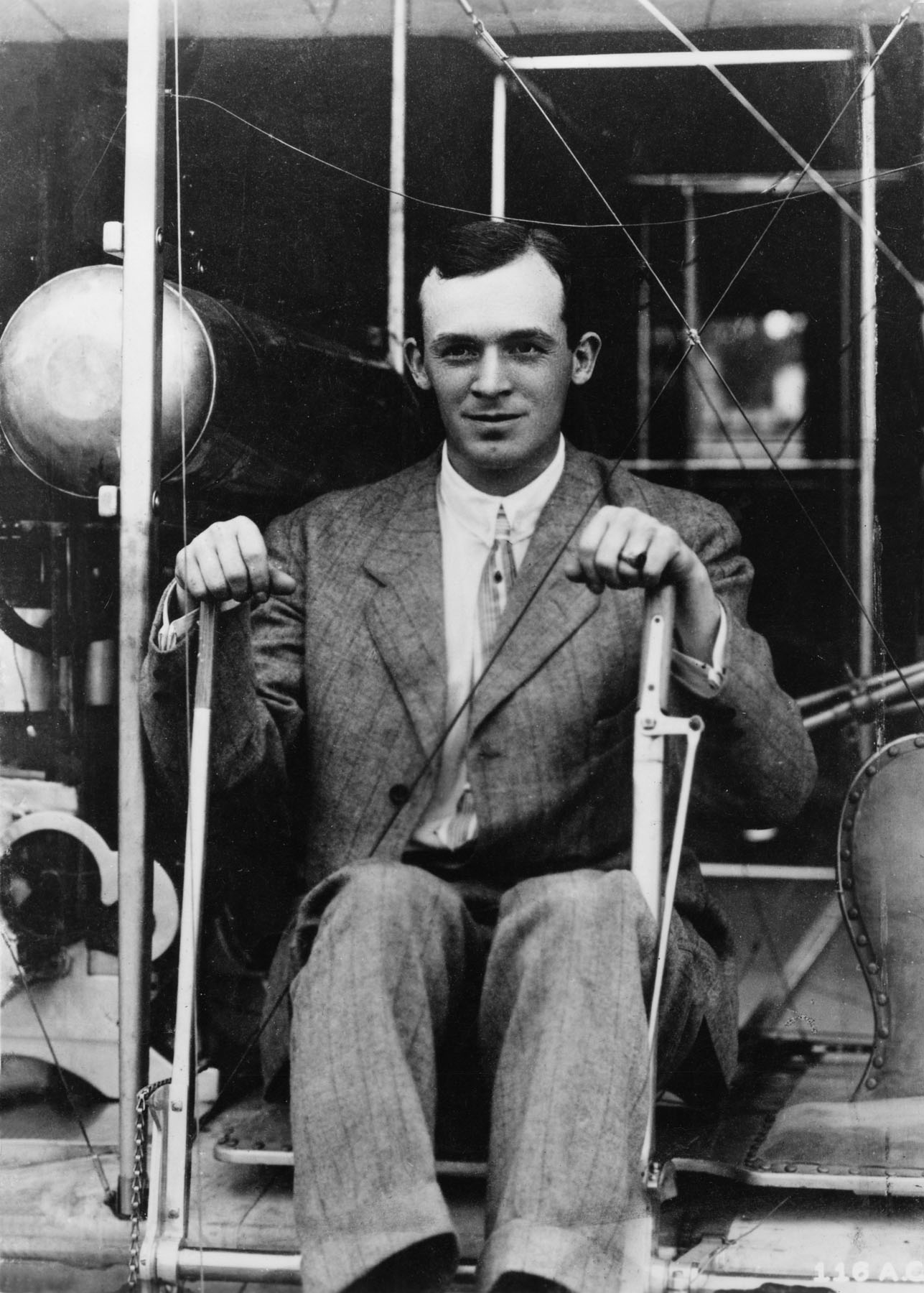
Un jove Henry Arnold als comandaments del segon seient d'un avió Wright Model B el 1911

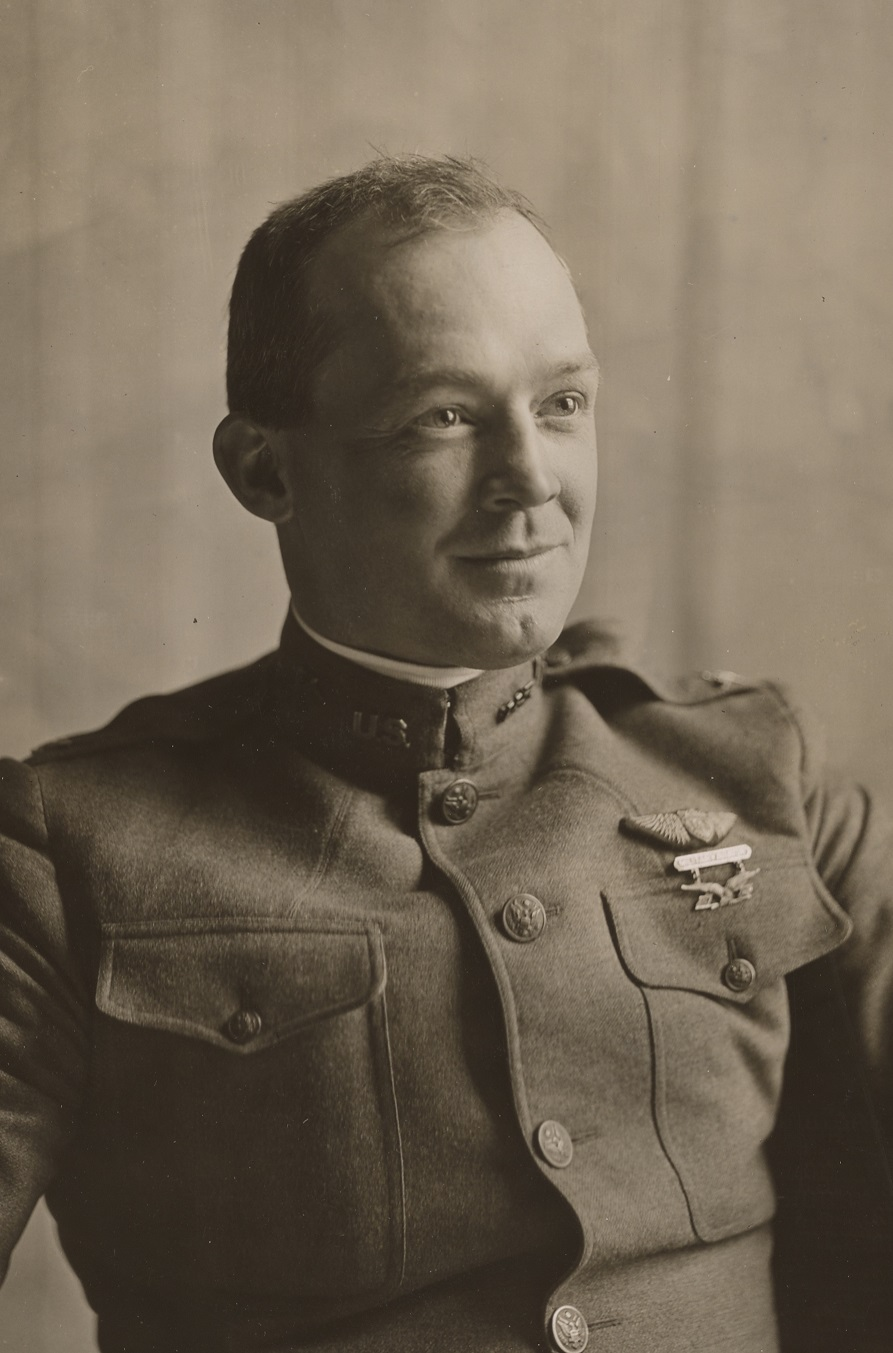
El coronel Henry Arnold al Departament de Guerra a Washington, DC, abril de 1918

Arnold va enviar immediatament una carta demanant un trasllat al Cos de Senyals i el 21 d'abril de 1911, va rebre l'Ordre Especial 95, que detallava ell i el 2n tinent Thomas DeWitt Milling del 15è de Cavalleria, a Dayton, Ohio, per a un curs d'instrucció de vol a l'escola d'aviació dels germans Wright a Simms Station, Ohio. Encara que van rebre instruccions individuals, van formar part de la classe de maig de 1911 de l'escola que incloïa tres civils i el tinent John Rodgers de la Marina dels Estats Units. Començant la instrucció el 3 de maig amb Arthur L. Welsh, Arnold va fer el seu primer vol en solitari el 13 de maig després de tres hores i quaranta-vuit minuts de vol en 28 lliçons. El 14 de maig, ell i Milling van completar la seva instrucció. Arnold va rebre el certificat de pilot número 29 de la Fédération Aéronautique Internationale (FAI) el 6 de juliol de 1911 i el certificat d'aviador militar número 2 un any més tard. També va ser reconegut per una ordre general l'any 1913 com un dels primers 24 aviadors militars qualificats, autoritzat a portar la nova insígnia d'aviador militar.
Després de diverses setmanes més de vol en solitari a Dayton per adquirir experiència, Arnold i Milling van ser enviats el 14 de juny a la Divisió Aeronàutica, l'estació del Cos de Senyals establerta a College Park, Maryland, per ser els primers instructors de vol de l'exèrcit. Allà Arnold va establir un rècord d'altitud de 3.260 peus (990 m) el 7 de juliol i el va trencar tres vegades (el 18 d'agost de 1911, a 4.167 peus (1.270 m); el 25 de gener de 1912, a 4.764 peus (1,452 m.); i 1 de juny de 1912, 6.540 peus (1.990 m). L'agost de 1911, va experimentar el seu primer xoc, intentant enlairar-se d'un camp agrícola després de perdre's. Al setembre, Arnold es va convertir en el primer pilot nord-americà a transportar correu, volant un paquet de cartes a cinc milles (8 km) a Long Island , Nova York, i se'l reconeix com el primer pilot a sobrevolar el Capitoli dels Estats Units. i el primer a portar un congressista dels Estats Units com a passatger. El mes següent, Arnold va actuar com a pilot en el rodatge de dues pel·lícules mudes, doblant-se per als protagonistes a The Military Air-Scout i The Elopement.
L'escola de vol es va traslladar el novembre de 1911 a una granja arrendada prop d'Augusta, Geòrgia , amb l'esperança de continuar volant allà durant l'hivern. L'entrenament va ser limitat per la pluja i les inundacions, i van tornar a Maryland el maig de 1912. Arnold va començar a desenvolupar una fòbia a volar, intensificada per l'accident mortal d'Al Welsh a College Park l'11 de juny A l'agost, Arnold es trobava a Marblehead, Massachusetts , amb el primer tinent Roy C. Kirtland realitzant proves d'acceptació del Burgess Model H, un hidroavió de seient en tàndem de fuselatge tancat i el primer tractor de l'exèrcit (hèlix i motor muntats al davant). La parella va rebre ordres de fer volar el nou avió a Bridgeport, Connecticut, per participar en maniobres, però els forts vents els van obligar a aterrar a la badia de Massachusetts el 12 d'agost. En intentar enlairar de nou, Arnold va agafar una punta d'ala a l'aigua que es va convertir en vent. i es va estavellar contra la badia de Plymouth. Arnold va patir una barbeta lacerada durant l'accident, però l'avió va ser recuperat i reparat. Un altre accident a College Park el 18 de setembre va matar el segon tinent Lewis Rockwell, un company de classe d'Arnold de l'acadèmia.
A l'octubre, Arnold i Milling van rebre l'ordre d'entrar a la competició per al primer Trofeu MacKay per "el vol militar més destacat de l'any". Arnold va guanyar quan va localitzar una companyia de cavalleria des de l'aire i va tornar amb seguretat malgrat les fortes turbulències. Com a resultat, ell i Milling van ser enviats a Fort Riley, Kansas, per experimentar amb la ràdio i altres comunicacions des de l'aire amb l'artilleria de camp. El vol d'Arnold el 2 de novembre a Wright C Speed Scout SC Número 10, amb el primer tinent Follett Bradley com a operador sense fil, va enviar amb èxit el primer missatge de radiotelègraf, a una distància de 6 milles (9,7 km), des d'un avió a un receptor de a terra, tripulat pel tinent Joseph O. Mauborgne del Cos de Senyals. Tres dies després, Arnold va volar en un exercici d'observació d'artilleria amb el primer tinent Alfred LP Sands del 6è d'artilleria de camp com a observador. Baixant en espiral fins a aterrar a SC núm. 10, l'avió es va aturar, va donar una volta i van evitar per poc un accident mortal. Immediatament es va posar a terra i va sol·licitar una excedència. Volar es considerava tan perillós que no s'adjuntava cap estigma per negar-se a volar, i la seva petició va ser acceptada. Durant la seva excedència va renovar un coneixement amb Eleanor "Bee" Pool, filla d'un banquer, i un dels pacients del seu pare.
L'1 de desembre, Arnold va rebre una assignació de personal com a ajudant del nou cap de la Divisió Aeronàutica a l'Oficina del Cap de Senyals a Washington, DC A la primavera se li va assignar la tasca de tancar l'escola de vol a College Park. Encara que va ser ascendit a 1r tinent el 10 d'abril de 1913, Arnold estava descontent i va sol·licitar un trasllat a les Filipines. Mentre esperava una resposta, va rebre ordres per anar al 9è d'Infanteria el 10 de juliol. A l'agost, encara esperant el seu trasllat, va declarar davant la Comissió d'Afers Militars de la Cambra contra HR5304, un projecte de llei per eliminar l'aviació del Cos de Senyals i convertir-lo en un "Cos aeri" semiautònom. Arnold, com el capità volador Benjamin Foulois, va argumentar que l'acció era prematura i, com el seu cap del Cos de Senyals, el major Edgar Russel (no volador), que el Cos de Senyals estava fent tot el que es podia fer per desenvolupar l'ús militar de l'avió. Va ser assignat a una companyia a Fort Thomas, Kentucky , l'1 de setembre, on va estar estacionat fins que el van traslladar al 13è d'Infanteria l'1 de novembre.

#### Matrimoni i retorn a l'aviació
El 10 de setembre de 1913, ell i Bee es van casar, amb Milling com el seu padrí. Enviat de tornada a les Filipines el gener de 1914, va ser acantonat prop del primer tinent George C. Marshall, que es va convertir en el seu mentor, amic i mecenes. Poc després de la seva arribada, Bee va patir un avortament involuntari, però el 17 de gener de 1915, la seva primera filla, Lois Elizabeth Arnold, va néixer a Fort William McKinley a Manila. Després de vuit mesos de servei de tropes, Arnold es va convertir en ajudant de batalló. Al gener de 1916, completant una estada de dos anys amb el 13è d'Infanteria, Arnold va ser destinat al 3r d'Infanteria i va tornar als Estats Units. De camí cap a Madison Barracks , Nova York, va intercanviar telegrames des de Hawaii amb un executiu assistent de la Secció d'Aviació, Cos de Senyals , el Major William "Billy" Mitchell, que li va alertar que se'l tornava a destinar al Cos de Senyals, com a primer tinent si triava l'estatus de no volador. Tanmateix, si s'oferia voluntari per requalificar-se per a una qualificació d' Aviador Militar Júnior, rebria una promoció temporal a capità, obligada per llei. El 20 de maig de 1916, Arnold va informar a Rockwell Field , Califòrnia, sobre l'estat de vol però com a oficial de subministrament a l'escola d'aviació del Cos de Senyals. Va rebre una promoció permanent a capità d'Infanteria el 23 de setembre.
Entre octubre i desembre de 1916, animat per antics socis, Arnold va superar la seva por a volar pujant de quinze a vint minuts al dia en un Curtiss JN d'entrenament, un avió molt més segur amb un sistema de control de vol més senzill que el Speed Scout de només quatre anys abans. El 26 de novembre, va volar en solitari, i el 16 de desembre es va classificar de nou per a la seva JMA. Abans que pogués ser reassignat a les tasques de vol, però, va estar involucrat com a testimoni en una controvertida disputa de servei el gener de 1917. Sobre les objeccions del capità Herbert A. Dargue, director d'entrenament de l'Escola d'Aviació, i amb Arnold present, el capità Frank P. Lahm, el secretari de l'escola (ajudant), va autoritzar el 6 de gener un vol d'excursió per a un no aviador que va tenir lloc el 10 de gener, de nou per les protestes de Dargue, que van provocar la pèrdua de l'avió a Mèxic i el desaparició de la tripulació durant nou dies. Després de declarar als investigadors de l'exèrcit el 27 de gener, confirmant que Lahm havia autoritzat el vol per escrit, Arnold va ser enviat a Panamà el 30 de gener de 1917, un dia després del naixement del seu segon fill, Henry H. Arnold Jr.
A partir de l'1 de maig de 1917, va rebre una sèrie d'encàrrecs, com a oficial a càrrec de la Divisió d'Informació, amb un ascens a major el 27 de juny, com a oficial executiu adjunt de la Divisió Aeronàutica, i després com a oficial executiu després es va convertir en la Divisió Aèria l'1 d'octubre. El 5 d'agost de 1917, va ser ascendit de nou, convertint-se en el coronel ple més jove de l'Exèrcit.
Arnold va adquirir experiència en la producció i adquisició d'avions, la construcció d'escoles aèries i aeròdroms, i la contractació i formació d'un gran nombre de personal; i va aprendre lluita política interna a l'entorn de Washington, tot això l'ajudaria com a cap dels serveis aeris de l'exèrcit. Quan la Divisió d'Aeronàutica Militar va reemplaçar la Divisió Aèria l'abril de 1918, Arnold va continuar com a assistent executiu del seu director, el major general William Kenly, i va avançar a subdirector quan el DMA va ser retirat del Cos de Senyals el maig de 1918.
El tercer fill d'Arnold, William Bruce Arnold, va néixer el 17 de juliol de 1918. Poc després, Arnold va disposar d'anar a França per informar al general John Pershing, al comandament de la Força Expedicionària Americana, sobre el Kettering Bug, un desenvolupament d'armes. A bord d'un vaixell cap a França a finals d'octubre va desenvolupar la grip espanyola i va ser hospitalitzat a la seva arribada a Anglaterra. Va arribar al front l'11 de novembre de 1918, però l'armistici va posar fi a la guerra el mateix dia.

### Període d'entreguerres

#### Acòlit de Billy Mitchell

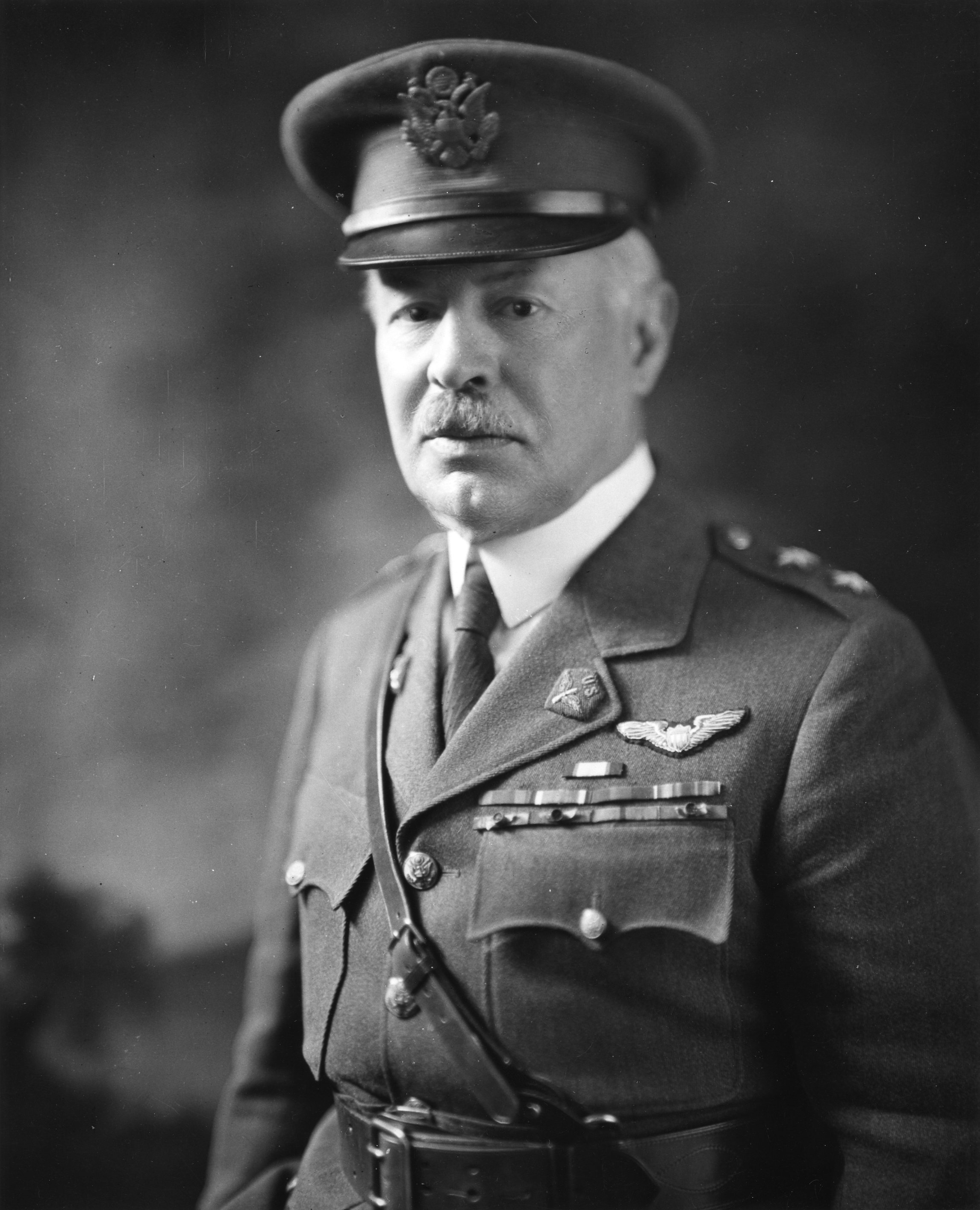
Maj. Gen. Mason M. Patrick, cap del Servei Aeri

El Servei Aeri es va separar del Cos de Senyals el 20 de maig de 1918. No obstant això, el control de l'aviació va romandre amb les forces terrestres quan el seu director de postguerra era un general d'artilleria de camp , el major general Charles T. Menoher, que personificava la visió de l'Estat Major del  Departament de Guerra que "l'aviació militar mai pot ser una altra cosa que simplement un braç de l'(Exèrcit)". Menoher va ser seguit el 1921 per un altre no aviador, el major general Mason M. Patrick. Patrick, però, va obtenir una qualificació de pilot d'avió junior malgrat tenir 59 anys i es va convertir alhora en un defensor de la potència aèria i en un defensor d'una força aèria independent. Tant Menoher com Patrick es van enfrontar sovint amb l'Assistent Cap del Servei Aeri Billy Mitchell, que s'havia convertit en radical en el seu desig d'una única Força Aèria unificada per controlar i desenvolupar tota la potència aèria militar. Arnold va donar suport a les opinions molt publicitàries de Mitchell, la conseqüència de la qual va ser una aversió mútua amb Patrick.
Arnold va ser enviat a Rockwell Field el 10 de gener de 1919, com a Supervisor de Districte, Districte Occidental del Servei Aeri, per supervisar la desmobilització de 8.000 aviadors i avions excedents. Allà va establir primers relacions amb els homes que es van convertir en els seus principals ajudants, l'oficial executiu, el capità Carl A. Spaatz i el seu adjunt, primer tinent Ira C. Eaker. Cinc mesos més tard, Arnold esdevingué oficial aeri del Departament de l'Oest (després de juny de 1920 a l'àrea del Novè Cos) a San Francisco i comandant de facto de Crissy Field , desenvolupant-se en un lloc determinat per una junta presidida per Arnold.
La promoció d'Arnold a coronel va expirar el 30 de juny de 1920 i va tornar al grau de capità permanent. Encara que va rebre una promoció automàtica a major a causa de la seva qualificació d'Aviador Militar, es va convertir en subaltern dels oficials que servien sota ell, inclòs Spaatz, la promoció del qual va rebre mentre estava a França no va ser rescindida. L'11 d'agost de 1920, Arnold va ser un dels 21 majors d'infanteria transferits formalment al Servei Aeri per les Ordres Especials No. 188-0 del Departament de Guerra. Com a oficial del servei aeri de l'àrea del Novè Cos, va supervisar les primeres patrulles aèries regulars sobre les terres boscoses de Califòrnia i Oregon per ajudar a prevenir i suprimir incendis forestals. (Aquest servei va marcar el primer ús d'avions per a la supressió d'incendis forestals, abans de l'ús modern d'avions de llançament d'aigua.) Sobre Arnold, la història del Servei de Parcs Nacionals de Crissy Field va escriure: "Durant el seu torn de servei, Arnold havia estat instrumental tant per fer que Crissy Field existeixi com per establir el patró de les seves operacions." L'octubre de 1922 va ser enviat de tornada a Rockwell, ara un dipòsit de servei, com a comandant de la base i allà va encoratjar un avituallament de combustible , el primer de la història, que va tenir lloc vuit mesos després.
Arnold va patir diverses malalties greus i accidents que van requerir hospitalització, incloses úlceres d'estómac recurrents l'amputació de tres dits de la seva mà esquerra el 1922. La seva dona i els seus fills també van experimentar greus problemes de salut, inclòs un cas mortal d'escarlatina per al seu fill Bruce. El seu quart fill, John Linton Arnold, nascut l'estiu de 1921, va morir el 30 de juny de 1923 d'apendicitis aguda. Tant Arnold com la seva dona Bee van necessitar gairebé un any per recuperar-se psicològicament de la pèrdua.

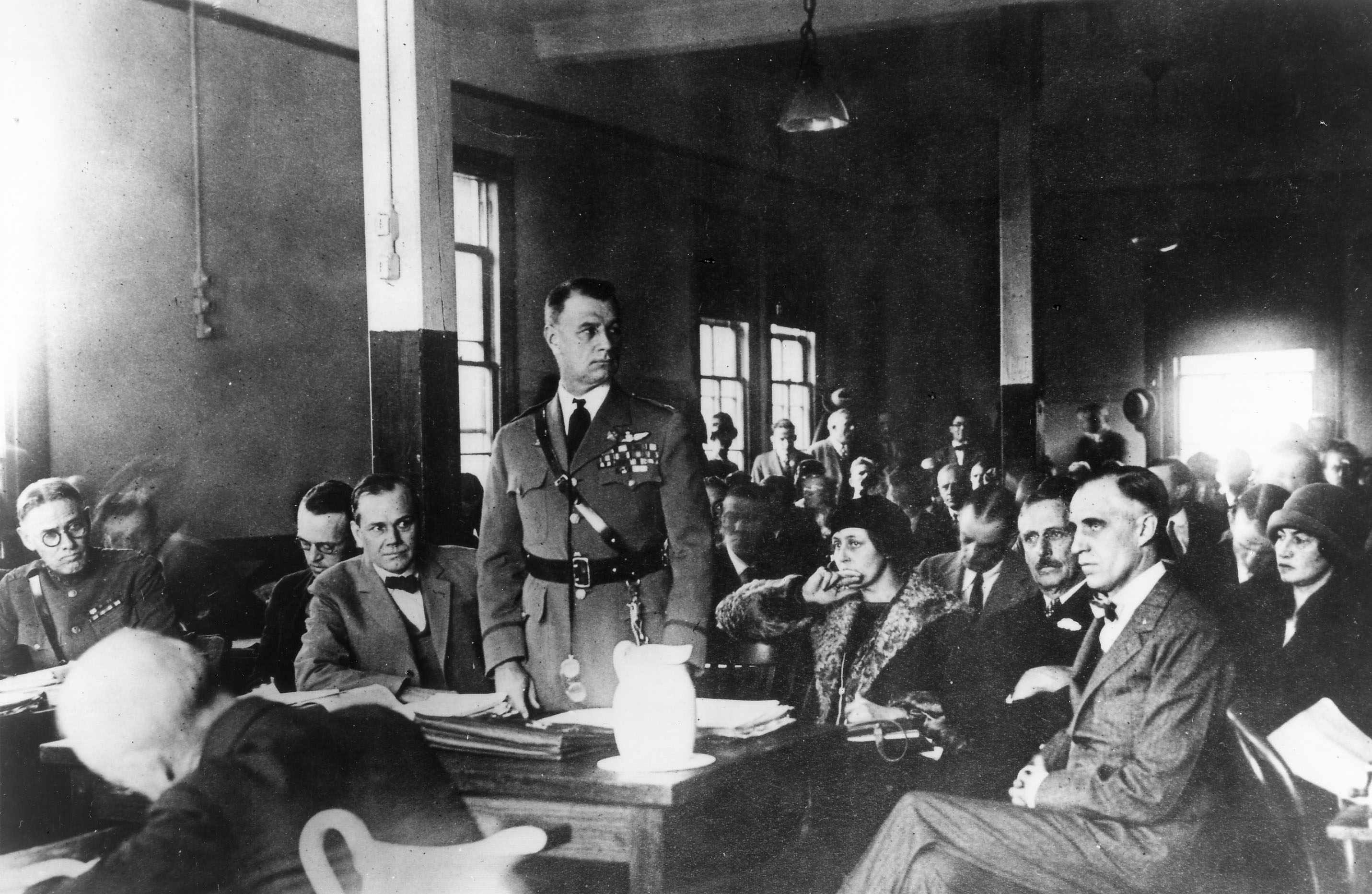
El consell de guerra de Billy Mitchell (standing), November 1925

L'agost de 1924, Arnold va ser assignat inesperadament per assistir a un curs d'estudis de cinc mesos a l'Army Industrial College. Després d'haver completat el curs va ser escollit a mà per Patrick, malgrat el seu desagrat mutu, per dirigir la Divisió d'Informació del Servei Aeri, treballant estretament amb Mitchell.Quan Mitchell va ser sotmès al consell de guerra, Arnold, Spaatz i Eaker van ser advertits que estaven posant en perill les seves carreres donant suport vocal a Mitchell, però van declarar en nom seu de totes maneres. Després que Mitchell fos condemnat el 17 de desembre de 1925, els seus partidaris, inclòs Arnold, van continuar utilitzant els recursos de la Divisió d'Informació per promocionar les seves opinions als congressistes favorables al poder aeri i als reservistes del Servei Aeri. Al febrer, el secretari de Guerra Dwight F. Davis va ordenar a Patrick que trobés i disciplinés els culpables. Patrick ja era conscient de l'activitat i va triar Arnold per donar exemple. Va donar a Arnold l'opció de dimissió o una cort marcial general, però quan Arnold va escollir aquesta última, Patrick va decidir evitar un altre fiasco públic i el va traslladar a Ft. Riley, lluny del corrent principal de l'aviació, on va prendre el comandament del 16è Esquadró d'Observació el 22 de març de 1926. El comunicat de premsa de Patrick sobre la investigació deia que Arnold també va ser increpat per violar l'Ordre General de l'Exèrcit. Núm. 20 intentant "influir en la legislació d'una manera impropia".
Malgrat aquest contratemps, que incloïa un informe d'aptitud que deia que "en cas d'emergència podria perdre el cap", Arnold es va comprometre a romandre en el servei, rebutjant una oferta de la presidència de la futura Pan American Airways, que havia contribuït a crear. Arnold va aprofitar al màxim el seu exili i el maig de 1927, la seva participació en jocs de guerra a Fort Sam Houston, Texas , va impressionar el major general James E. Fechet, successor de Patrick com a cap del Cos Aeri de l'Exèrcit. També va rebre informes de fitness excepcionals dels seus comandants a Ft. Riley, el general de brigada Ewing E. Booth (que havia estat membre de la cort de Mitchell) i el seu successor, el brigadier general Charles J. Symmonds.
Les reparacions de la reputació de servei d'Arnold també poden haver estat ajudades per un article professional que va escriure per al Cavalry Journal el gener de 1928, mostrant la influència de la seva associació amb l'Escola de Cavalleria de Fort Riley. Arnold va instar a desenvolupar un fort equip d'armes combinades entre el Cos Aeri i la Cavalleria; i per extensió, totes les forces terrestres. Aquesta oportunitat de desenvolupament del concepte tant en teoria com en pràctica es va perdre, però, pels efectes de les diferències culturals entre les dues branques de serveis i el domini de l'aïllacionisme nord-americà. No es va desenvolupar fins que els Estats Units es van dedicar a la Segona Guerra Mundial.
El 24 de febrer de 1927, el seu fill David Lee Arnold va néixer a Ft. Riley. El 1928 Arnold va escriure i va publicar sis llibres de ficció juvenil, la "Bill Bruce Series", l'objectiu dels quals era interessar als joves per volar.

#### Meitat de carrera al Cos Aeri
Fechet va intervenir amb el cap d'estat major de l'exèrcit, el general Charles P. Summerall, perquè s'acabés l'exili d'Arnold, assignant-lo l'agost de 1928 a l'escola de comandament i estat major de l'exèrcit a Fort Leavenworth. El curs d'un any va ser desagradable per a Arnold a causa de les diferències doctrinals amb el comandant de l'escola, el major general Edward L. King, però Arnold es va graduar amb notes altes el juny de 1929. Arnold estava programat per a assignació al Centre d'entrenament del Cos Aeri a San Antonio després de la graduació, però el general de brigada Lahm, el comandant de l'ACTC, s'hi va oposar fermament, possiblement recordant la seva disputa de 1917. En canvi, Arnold va comandar el Fairfield Air Service Depot , Ohio. El 1930 també es va convertir en cap de la Secció de Servei de Camp de la Divisió de Material del Cos Aeri, i va ser ascendit a tinent coronel l'1 de febrer de 1931.
Els pares d'Arnold van quedar indigents per l'enfonsament bancari del 1929, i el 18 de gener de 1931, la seva mare va morir d'un atac de cor sobtat. Arnold va lluitar emocionalment per absentar-se de la celebració del 50è aniversari de casament dels seus pares l'any anterior i amb la depressió que afectava el seu pare després de la seva mort. Un biògraf contemporani d'Arnold assenyala que no fins després del funeral de la seva mare, Bee va començar a utilitzar el sobrenom "Hap" en lloc de "Sunny" quan es dirigia a ell, aparentment per evitar el "recordatori constant" de la seva mare que aquest últim nom podria aportar. El mateix Arnold va evitar l'ús de "Sunny" en la seva correspondència personal després de maig de 1931, signant-se com "Hap" Arnold a partir d'aquell moment.
Arnold va prendre el comandament de March Field , Califòrnia, on Spaatz acabava d'assumir el comandament de la 1a Ala, de nom grandiloqüent però minúscula , el 27 de novembre de 1931. Les responsabilitats d'Arnold incloïen la reforma de la base en una instal·lació d'aparador, la qual cosa requeria que resolgués relacions tenses amb la comunitat. Ho va aconseguir fent que els seus oficials s'incorporessin a les organitzacions locals de serveis socials i mitjançant una sèrie d'esforços de socors ben divulgats. Arnold va prendre el mateix comandament de la 1a Ala el 4 de gener de 1933, que va llançar menjar durant les tempestes de neu a l'hivern de 1932–33, va ajudar en els treballs de socors durant el terratrèmol de Long Beach del 10 de març de 1933, i va establir campaments per a 3.000 nois del Cos Civil de Conservació. Va organitzar una sèrie de revisions aèries d'alt perfil que van incloure visites de celebritats de Hollywood i notables de l'aviació. L'agost de 1932, Arnold va començar l'adquisició de parts del Rogers Dry Lake com a camp de bombardeig i tir per a les seves unitats, un lloc que més tard es va convertir en la base de la Força Aèria Edwards.

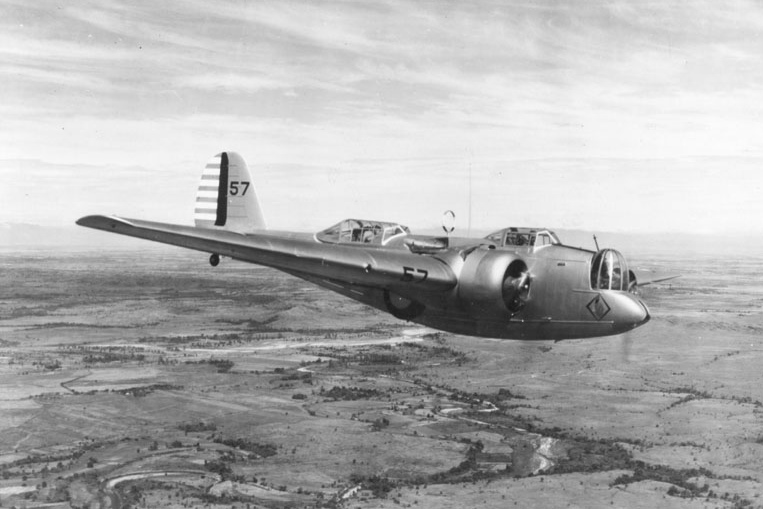
Un bombarder Martin B-10B

El 1934, el cap del Cos Aeri Benjamin D. Foulois va nomenar Arnold per comandar una de les tres zones militars de la controvertida Operació de Correu del Cos Aeri de l'Exèrcit, amb un quarter general temporal a Salt Lake City, Utah . Els pilots d'Arnold van actuar bé i la seva pròpia reputació no va ser tocada pel fiasco. tard aquell mateix any va guanyar el seu segon Trofeu Mackay, quan va dirigir deu bombarders Martin B-10 B en un vol de 8.290 milles (13.340 km) des de Bolling Field a Fairbanks, Alaska , i tornada. Excés d'acreditació del seu èxit, no obstant això va pressionar perquè el reconeixement dels altres aviadors que hi van participar, però el subcap d'estat major va ignorar les seves recomanacions. La seva reputació entre alguns dels seus companys es va veure embrutada pel ressentiment quan se li va concedir tardanament la Creu dels Vols Distingits pel vol el 1937.
L'1 de març de 1935 es va activar el  Quarter General de la Força Aèria per controlar totes les unitats d'aviació de combat del Cos Aeri amb seu als Estats Units, encara que no estava subordinada al Cap del Cos Aeri. Tot i que va ser un pas significatiu cap a una força aèria independent, aquesta autoritat dual va crear greus problemes d'unitat de comandament durant els sis anys següents. El comandant de la GHQAF, el general de brigada Frank Andrews, va fer servir Arnold per retenir el comandament de la seva 1a Ala, que ara portava amb si una promoció temporal al grau de general de brigada, efectiva el 2 de març de 1935.
El 23 de desembre de 1935, el nou cap d'estat major de l'exèrcit, el general Malin Craig, va convocar Arnold a Washington. Ell i Arnold s'havien convertit en amics personals i socis de golf durant el comandament de Craig de l'àrea del Novè Cos el 1933. Foulois s'havia retirat sota el foc arran de l'escàndol del correu aeri i les acusacions de corrupció en les adquisicions de l'Air Corps, i el nou cap, el major general Oscar Westover, havia demanat a Craig que Arnold ocupés el lloc vacant d'assistent de cap. Sobre les protestes d'Arnold, i malgrat una recomanació esquerrana del secretari de Guerra George Dern, que va recordar l'estreta associació d'Arnold amb Billy Mitchell, el va nomenar cap adjunt del Cos de l'Aire, responsable de l'adquisició i subministrament. fer front a les lluites polítiques sobre ells dels anys Foulois. En efecte, però, Arnold havia "canviat de bàndol" en la lluita entre la Força Aèria GHQ i el Cos Aeri.

#### Cap del Cos Aeri
Westover va morir en un accident aeri a Burbank, Califòrnia , el 21 de setembre de 1938. Les vacants anteriors al càrrec havien estat ocupades per un assistent del cap titular, i el nomenament d'Arnold per succeir a Westover semblava automàtic ja que estava ben qualificat. No obstant això, el nomenament es va retardar quan es va desenvolupar una facció que recolzava el nomenament d'Andrews que incloïa dos membres del personal de la Casa Blanca, el secretari de premsa Stephen Early i l'assessor militar coronel Edwin M. Watson. Per la Casa Blanca va circular un rumor que Arnold era un "borratxo". A les seves memòries, Arnold va registrar que va demanar l'ajuda d'Harry Hopkins per atacar els rumors de la beguda, però investigacions més recents afirmen que Craig va amenaçar amb dimitir com a cap d'estat major de l'exèrcit si Arnold no era nomenat. El president Franklin D. Roosevelt va nomenar Arnold com a cap del Cos de l'Aire el 29 de setembre, cosa que portava amb si el grau de major general. Per reparar la seva relació amb la facció Andrews, la majoria dels quals formaven part de la Força Aèria del GHQ, va seleccionar el seu cap d'estat major, el coronel Walter G. Kilner, per ocupar la vacant de l'Assistent del Cap del Cos Aeri. Després que Charles Lindbergh donés públicament el seu suport l'abril de 1939 per a la producció d'un bombarder de molt llarg abast en gran nombre per contrarestar la producció nazi, el desenvolupament del qual estava prohibit des del juny de 1938 pel Secretari de Guerra. , Arnold va nomenar Kilner per dirigir un consell per fer les recomanacions adequades per posar fi a la moratòria d'R+D.
Arnold va encoratjar els esforços de recerca i desenvolupament, entre els seus projectes el B-17 i el concepte d'enlairament assistit per jet. Per fomentar l'ús de l'experiència civil, l'Institut Tecnològic de Califòrnia es va convertir en un beneficiari del finançament de l'Air Corps i Theodore von Kármán del seu Laboratori Aeronàutic Guggenheim va desenvolupar una bona relació de treball amb Arnold que va portar a la creació del Grup Assessor Científic el 1944. Arnold va caracteritzar la seva filosofia d'investigació i desenvolupament en temps de guerra com: "Sacrifici una mica de qualitat per obtenir la quantitat suficient per proveir totes les unitats de combat. No segueixis mai el miratge, buscant l'avió perfecte, fins a un punt en què els esquadrons de combat són deficients en nombre d'avions de combat". Amb aquesta finalitat es va concentrar en els rendiments ràpids de les inversions en R+D, aprofitant tecnologies provades per proporcionar solucions operatives per contrarestar l'amenaça creixent de les potències de l'Eix. Arnold també va impulsar la propulsió a reacció, especialment després que els britànics comparteixin els seus plans del turborreactor de Whittle durant la seva visita a Gran Bretanya l'abril de 1941. . La proposta va ser immediatament oposada per l'Estat Major en tots els aspectes. He Ell i Eaker van col·laborar en tres llibres que promouen el poder aeri: This Flying Game (1936, reimprès el 1943), Winged Victory (1941),i Army Flyer (1942).
El març de 1939, Arnold va ser nomenat al capdavant de la Junta Aèria pel secretari de Guerra Harry Woodring, per recomanar la doctrina i l'organització del poder aeri de l'exèrcit al cap d'estat major. Si bé l'informe de la junta va concloure que el poder aeri era indispensable per a la defensa de l'hemisferi, va subratllar la necessitat de bombarders de llarg abast i es va convertir en la base del primer manual de camp del Cos Aeri , va ser una "atenuació considerable" de la doctrina que s'estava desenvolupant a l'Escola Tàctica del Cos Aeri. Arnold va presentar les conclusions a George C. Marshall, recentment nomenat cap d'estat major, l'1 de setembre de 1939, el dia que l'Alemanya nazi va envair Polònia. Quan Marshall va demanar un estudi de reorganització al Cos Aeri, Arnold va presentar una proposta el 5 d'octubre de 1940, que crearia un estat major aeri, unificaria el braç aeri sota un comandant i li atorgaria autonomia amb les forces terrestres i de subministrament.
El Congrés va derogar la Llei de neutralitat el novembre de 1939 per permetre la venda d'avions als bel·ligerants, causant a Arnold la preocupació que els enviaments d'avions als Aliats retardessin el lliurament al Cos Aeri, sobretot perquè el control de l'assignació de la producció d'avions havia estat donat al Divisió d'adquisicions del Departament del Tresor el desembre de 1938, i per extensió, al secretari del Tresor Henry Morgenthau Jr., un favorit de la Casa Blanca. Arnold va experimentar dos anys de dificultats amb Morgenthau, que era propens a denigrar el lideratge del Departament de Guerra i el Cos Aeri. El seu conflicte va arribar al màxim el 12 de març de 1940, quan la queixa pública d'Arnold sobre l'augment dels enviaments va portar una advertència personal de Roosevelt que "hi havia llocs on els oficials que no 'jugaven a pilota' hi podrien ser enviats, com Guam", i el va fer fora de la Casa Blanca durant vuit mesos s.
El desfavor mostrat per Arnold per Roosevelt va arribar a un punt d'inflexió el març de 1941 quan el nou secretari de guerra Henry L. Stimson, partidari d'Arnold, va presentar el seu nom amb dos altres per a la promoció al rang permanent de major general. Roosevelt es va negar a enviar la llista al Senat per a la seva confirmació a causa de la nominació d'Arnold, i la seva retirada forçada del servei semblava imminent tant per a Stimson com per Marshall. Stimson i Harry Hopkins van organitzar que Arnold, acompanyat del major Elwood "Pete" Quesada, viatgés a Anglaterra durant tres setmanes a l'abril per avaluar les necessitats de producció d'avions britànics i proporcionar una anàlisi estratègica actualitzada. Un dels resultats de la visita va ser l'establiment d'un programa d'entrenament de pilots britànics als Estats Units, que posteriorment es va conèixer com l'Arnold Scheme. La reunió d'Arnold amb Roosevelt per informar de les seves troballes es va considerar impressionantment convincent i optimista, però el president va rumiar sobre el futur d'Arnold durant tres setmanes abans de presentar el seu nom i els altres al Senat. A partir d'aquest moment, però, la "posició d'Arnold a la Casa Blanca va ser segura". La seva importància per a Roosevelt a l'hora d'establir una agenda de potència aèria es va demostrar quan Arnold va ser convidat a la Conferència de l'Atlàntic a Terranova a l'agost, la primera de les set cimeres que ell, no Morgenthau, assistiria.

### Segona Guerra Mundial

#### Reorganització, autonomia i plans estratègics
La divisió d'autoritat entre el Cos Aeri i la Força Aèria GHQ es va eliminar amb la promulgació del Reglament de l'Exèrcit 95–5, creant les Forces Aèries de l'Exèrcit dels Estats Units el 20 de juny de 1941, només dos dies abans de la invasió alemanya de la Unió Soviètica. Arnold es va convertir en cap de les Forces Aèries de l'Exèrcit i "subcap d'estat major per a l'aire" amb autoritat tant sobre el Cos de l'Aire com sobre el Comandament de Combat de la Força Aèria (successor de GHQAF). Tot i que això va proporcionar al braç aeri un personal propi i va posar tota l'organització sota el comandament d'un general, no va aconseguir atorgar el grau d'autonomia buscat. Per consens entre Marshall i Arnold, el debat sobre la separació de la Força Aèria en un servei co-igual amb l'Exèrcit i la Marina es va ajornar fins després de la guerra.
Al juliol, Roosevelt va demanar requisits de producció per derrotar enemics potencials, i Arnold va avalar una sol·licitud de la seva nova Divisió de Plans de Guerra Aèria per presentar un pla de guerra aèria. L'avaluació, anomenada AWPD/1, va definir quatre tasques per a l'AAF: defensa de l'hemisferi occidental, una estratègia defensiva inicial contra el Japó, una ofensiva aèria estratègica contra Alemanya i una ofensiva aèria estratègica posterior contra el Japó en preludi de la invasió. També va planificar una ampliació de l'AAF a 60.000 avions i 2,1 milions d'homes. L'AWPD/1 va demanar que 24 grups (uns 750 avions) de bombarders B-29 de molt llarg abast estiguessin basats a Irlanda del Nord i Egipte per utilitzar-los contra l'Alemanya nazi, i per a la producció de suficients Consolidated B-36s per a missions de bombardeig intercontinental d'Alemanya.
Poc després de l'entrada dels Estats Units a la guerra, Arnold va ser ascendit a tinent general el 15 de desembre de 1941. El 9 de març de 1942, després que la creació de l'AAF no aconseguís definir canals clars d'autoritat per a les forces aèries, l'Exèrcit va adoptar la reorganització funcional. que Arnold havia defensat a l'octubre de 1940. Actuant sobre una ordre executiva de Roosevelt, el Departament de Guerra va concedir a l'AAF plena autonomia, igual i totalment separada de les Forces Terrestres i Serveis de Subministrament de l'Exèrcit. El Comandament de Combat de la Força Aèria i l'Oficina del Cap del Cos Aeri van ser abolits, i Arnold es va convertir en general comandant de l'AAF i membre ex officio tant dels Caps d'Estat Major conjunts com dels Caps d'Estat Major Combinats.
En resposta a una directiva d'agost de 1942, Arnold va fer que l'AWPD revisés les seves estimacions. Va resultar l'AWPD/42, que va demanar 75.000 avions i 2,7 milions d'homes, i va augmentar la producció d'avions per a altres aliats. L'AWPD/42 va reafirmar les prioritats estratègiques anteriors, però va augmentar la llista d'objectius industrials de 23 a 177, situant la Luftwaffe alemanya en primer lloc i la seva força submarina en segon lloc en importància de la destrucció. També va ordenar que el bombarder B-29 no s'utilitzés a Europa per problemes en el seu desenvolupament, sinó que el desplegament del programa B-29 es concentrés a l'Extrem Orient per destruir el poder militar japonès i les ciutats combustibles.
Arnold va ser el responsable d'aprovar el Destacament d'entrenament en vol de dones de les Forces Aèries de l'Exèrcit (WFTD). Va ser aprovat el 14 de setembre de 1942 i dirigit per l'aviadora Jacqueline Cochran.

#### Bombardeig estratègic a Europa

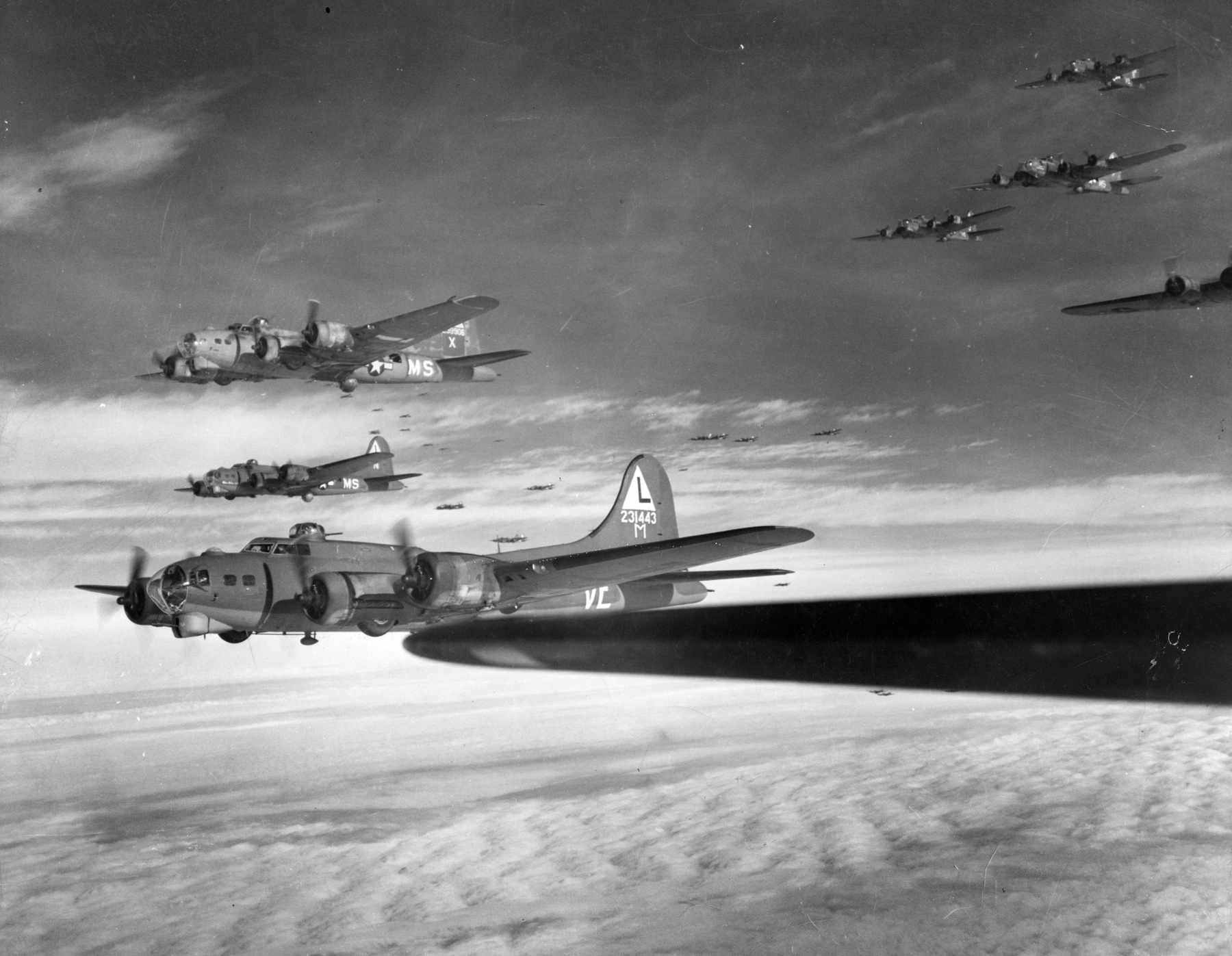
B-17 Flying Fortresses del 381è Grup de Bombes, Vuitena Força Aèria

Immediatament després de l'atac a Pearl Harbor, Arnold va començar a dur a terme l'AWPD/1. La força de bombardeig estratègic principal contra l'Alemanya nazi seria la Vuitena Força Aèria, i va nomenar Spaatz per comandar-la i Eaker per dirigir el seu Comandament de Bombers. Altres protegits d'Arnold van ocupar posicions clau en les forces de bombardeig estratègic, com Haywood S. Hansell, Laurence S. Kuter i James H. Doolittle.
Tot i protegir la seva força de bombardeig estratègic de les demandes d'altres serveis i aliats, Arnold es va veure obligat a desviar recursos de la Vuitena per donar suport a les operacions al nord d'Àfrica, paralitzant el Vuitè en la seva infància i gairebé matant-lo. Eaker (ara comandant de la Vuitena Força Aèria) va trobar per experiència que la doctrina d'abans de la guerra del bombardeig de precisió a la llum del dia, desenvolupada a l'Escola Tàctica del Cos Aeri com a base per separar la Força Aèria de l'Exèrcit, s'equivocava en el seu principi que els bombarders fortament armats. podria arribar a qualsevol objectiu sense el suport dels caces d'escorta de llarg abast. A principis de 1943 va començar a demanar més caces i dipòsits de combustible descartables per augmentar el seu abast, a més de sol·licituds reiterades per augmentar la mida de la seva petita força de bombardeig.
Les grans pèrdues a l'estiu i la tardor de 1943 en missions de penetració profunda van intensificar les peticions d'Eaker. Arnold, sota pressió i impacient pels resultats, va ignorar les troballes d'Eaker i va culpar a la manca d'agressivitat dels comandants dels bombarders. Això va arribar en un moment en què el general Dwight D. Eisenhower estava reunint el seu grup de comandament per a la invasió d'Europa, i Arnold va aprovar la sol·licitud d'Eisenhower de substituir Eaker pels seus propis comandants, Spaatz i Doolittle.
El canvi de comandament a la vuitena força aèria, que va implicar especialment l'alleujament d'un amic o protegit, va ser només un dels molts que van exemplificar una crueltat que Arnold va desenvolupar per obtenir resultats. El 1942, el general de brigada Walter R. Weaver, cap en funcions del Cos Aeri, va veure com s'eliminava la seva feina i va ser relegat a un comandament d'entrenament tècnic. George C. Kenney va rellevar Jacob E. Fickel al comandament de la Quarta Força Aèria i més tard aquest mateix any va substituir l'antic Cap del Cos Aeri George H. Brett com a comandant aeri del Sud-oest del Pacífic. A la campanya dels B-29, Curtis E. LeMay va rellevar Kenneth B. Wolfe a l'Índia el juliol de 1944, i més tard Hansell a Guam el gener de 1945.

#### Operacions dels B-29 contra Japó

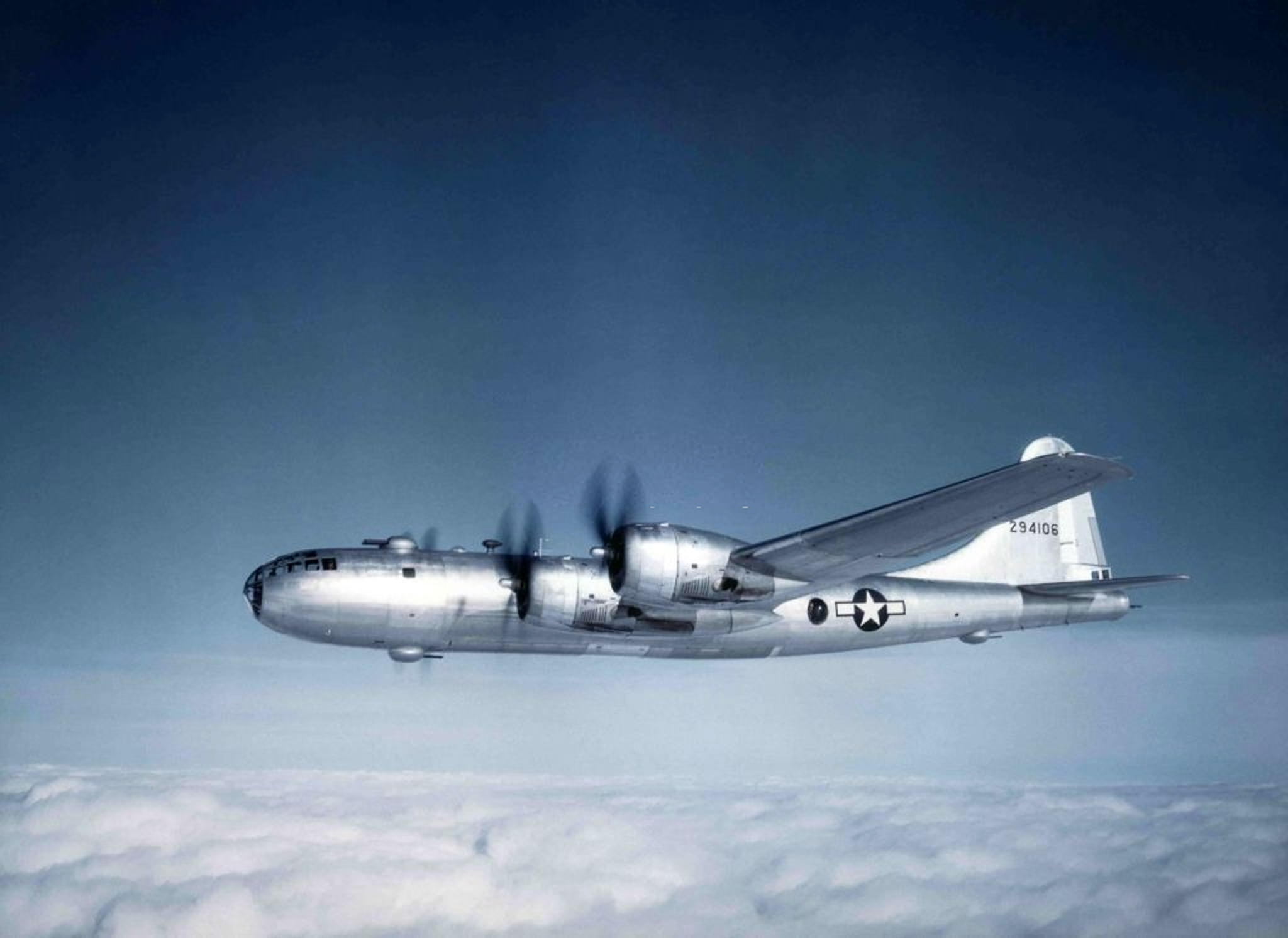
B-29 Superfortress

Amb la crisi de bombardeig estratègic resolta a Europa, Arnold va posar un èmfasi total en la finalització del desenvolupament i el desplegament del bombarder B-29 de Molt Llarg Abast (VLR - Very Long Range) per atacar el Japó. Ja l'any 1942, Arnold va planejar convertir-se en general comandant de la Vintena Força Aèria. Aquest arranjament de comandament únic també pot haver contribuït als seus problemes de salut, però després de les experiències negatives de construir una força de bombardeig eficaç contra Alemanya i adonar-se de les conseqüències del fracàs contra Japó, Arnold va concloure que, en absència de cap unitat de comandament en als teatres del Pacífic, les decisions administratives sobre les operacions dels bombarders B-29 es podrien tractar millor personalment. Tanmateix, els comandants del teatre Douglas MacArthur, Chester Nimitz i Joseph Stilwell cobejaven els B-29 pel suport tàctic, al qual Arnold es va oposar rotundament com a desviació de la política estratègica. Va convèncer no només Marshall, sinó també el cap d'operacions navals Ernest J. King, que el vintè era únic, ja que les seves operacions travessen la jurisdicció dels tres teatres i, per tant, haurien de reportar directament als caps conjunts amb Arnold actuant com a agent executiu. El febrer de 1944 el president Roosevelt va acceptar i aprovar l'acord.
El programa VLR havia estat plagat d'una sèrie aparentment inacabable de problemes de desenvolupament, sotmetent-lo a ell i a Arnold a moltes crítiques a la premsa i dels comandants de camp escèptics. El B-29 era el component clau de la quarta prioritat estratègica de l'AAF, ja que cap altre bombarder terrestre era capaç d'arribar a la pàtria japonesa, però el febrer de 1944, el XX Comandament de Bombarders, previst per començar l'operació Matterhorn l'1 de juny, havia pràcticament no hi ha temps de vol encara per sobre d'una altitud de 20.000 peus (6.100 m).
Amb una data de desplegament a l'estranger designada el 15 d'abril de 1944, Arnold va intervenir personalment en la situació volant a Kansas el 8 de març de 1944. Durant tres dies va recórrer les bases d'entrenament implicades en el programa de modificació. Estava angoixat per les seves troballes d'escassetat i de fracassos laborals. Al mateix lloc, va fer que el major general Bennett E. Meyers, un oficial d'adquisicions militars que l'acompanyava, fos el coordinador del programa. Meyers va tenir èxit a la "batalla de Kansas". Malgrat els problemes laborals i el temps de tempesta de neu, un grup complet de bombarders estava preparat per al desplegament el 9 d'abril. Els problemes mecànics del B-29, però, no s'havien resolt. Durant les primeres operacions de combat se'n van identificar moltes de noves. Arnold va sentir la pressió d'aconseguir els objectius de l'AWPD/1, i de justificar, pels resultats, un projecte tecnològic molt car. Arnold necessitava el B-29 per proporcionar la plataforma de lliurament de la bomba atòmica altament classificada, si el Projecte Manhattan tenia èxit. Les operacions del B-29 contra objectius japonesos a la Xina i el sud-est asiàtic van començar el juny de 1944, i des del principi van produir resultats molt menys positius del que s'esperava.
Les dificultats de la campanya de la Vintena Força Aèria contra el Japó van reflectir les de la Vuitena Força Aèria contra Alemanya. Amb una impaciència característica, Arnold va alleujar ràpidament Wolfe, el comandant del B-29 a la Xina, després de menys d'un mes d'operacions, i el va substituir per LeMay. Un segon comandament B-29 va començar a operar des de bases a les illes Marianes al novembre. El general de brigada Haywood S. Hansell, un dels arquitectes d'AWPD/1 i AWPD/42, va trobar encara més problemes de comandament que Wolfe o LeMay. Després de dos mesos de resultats aparentment pobres, però sobretot perquè va resistir una campanya d' atacs amb bombes incendiàries contra els nuclis de població japonesos afavorits per Arnold i el seu cap d'estat major, Lauris Norstad, Arnold va decidir que ell també necessitava ser substituït. Va tancar les operacions des de la Xina, va consolidar tots els B-29 a les Mariannes i va substituir Hansell per LeMay el gener de 1945 com a comandant del 21è Comandament de Bombarders.

### Darrers anys

#### Problemes de salut
Entre 1943 i 1945 Arnold va patir quatre atacs cardíacs prou greus com per requerir hospitalització. A més de ser per naturalesa molt impacient, Arnold considerava que la seva presència personal era necessària allà on hi hagués una crisi i, com a conseqüència, va viatjar molt i durant llargues hores sota gran tensió durant la guerra, agreujant el que podria haver estat un preexistent condició coronària. Els seus llargs viatges i viatges d'inspecció van ser al Regne Unit l'abril de 1941 i de nou al maig de 1942; el Pacífic Sud el setembre de 1942, el nord d'Àfrica i la Xina el gener-febrer de 1943; l'Orient Mitjà i Itàlia (on el seu partit va caure sota foc d'artilleria) el novembre-desembre de 1943; Londres i Normandia acompanyant Marshall el juny de 1944; Alemanya i Itàlia l'abril-maig de 1945; the el Pacífic occidental el juny de 1945; i Potsdam el juliol de 1945. Un factor menor però més freqüent pot haver estat la seva dificultat per gestionar la política entre serveis, especialment amb la Marina, que es va negar fermament a reconèixer-lo com a cap d'estat major o el seu estat major subordinat. com a iguals. A Guam, amb coneixement de l'aproximació de la decisió de la bomba atòmica, va negociar amb Nimitz les objeccions de l'Armada a basar la seu de les forces aèries estratègiques a l'illa.
El primer atac de cor d'Arnold es va produir el 28 de febrer de 1943, just després del seu retorn de la Conferència de Casablanca i la Xina. Durant aquest viatge, l'Argonaut , el bombarder B-17 que transportava el seu grup, es va perdre durant diverses hores sobre el territori controlat pels japonesos intentant "volar el Hump" a la nit. Va ser hospitalitzat a l'Hospital de l'exèrcit Walter Reed durant diversos dies, després va prendre tres setmanes de permís a l' hotel Coral Gables Biltmore de Florida, que s'havia convertit en un hospital de convalescència. Aleshores, les regulacions de l'exèrcit nord-americà exigien que abandonés el servei, però el president Roosevelt va renunciar al requisit a l'abril després de demostrar la seva recuperació i amb la condició que el president rebés actualitzacions mensuals sobre la salut d'Arnold.
El segon atac cardíac d'Arnold es va produir només un mes després, el 10 de maig de 1943, i va provocar una estada de 10 dies a Walter Reed. En contra dels desitjos de Marshall, va pronunciar el discurs de graduació de la promoció de juny de 1943 a West Point, on el seu fill Bruce es graduava. El seu tercer atac de cor, menys greu que els dos primers, es va produir exactament un any després del segon, el 10 de maig de 1944, sota la tensió dels problemes B-29. Arnold es va prendre un mes de permís, tornant al servei volant amb Marshall a Londres el 7 de juny per a una conferència i una inspecció a Omaha Beach.
L'últim atac de cor d'Arnold en temps de guerra va arribar el 17 de gener de 1945, pocs dies després que substituí Hansell per LeMay. Arnold no havia anat a la seva oficina durant tres dies i es va negar a permetre que el cirurgià de vol en cap de la Força Aèria l'examini. El cirurgià de vol va reclutar un amic general i personal d'Arnold per informar-se sobre el seu estat, després de la qual cosa Arnold va ser traslladat de nou a Coral Gables, Florida , i es va posar sota atenció les 24 hores durant nou dies. A Arnold se li va permetre de nou romandre al servei, però en condicions que equivalen a un servei lleuger. Va continuar recorrent bases aèries als dos teatres. Arnold tornava amb un C-54 des d'Itàlia a Miami per a una revisió quan va rebre la notícia de la rendició alemanya el 7 de maig de 1945. El 16 de juliol va cedir el comandament de la Vintena Força Aèria a LeMay.

#### Promoció i jubilació

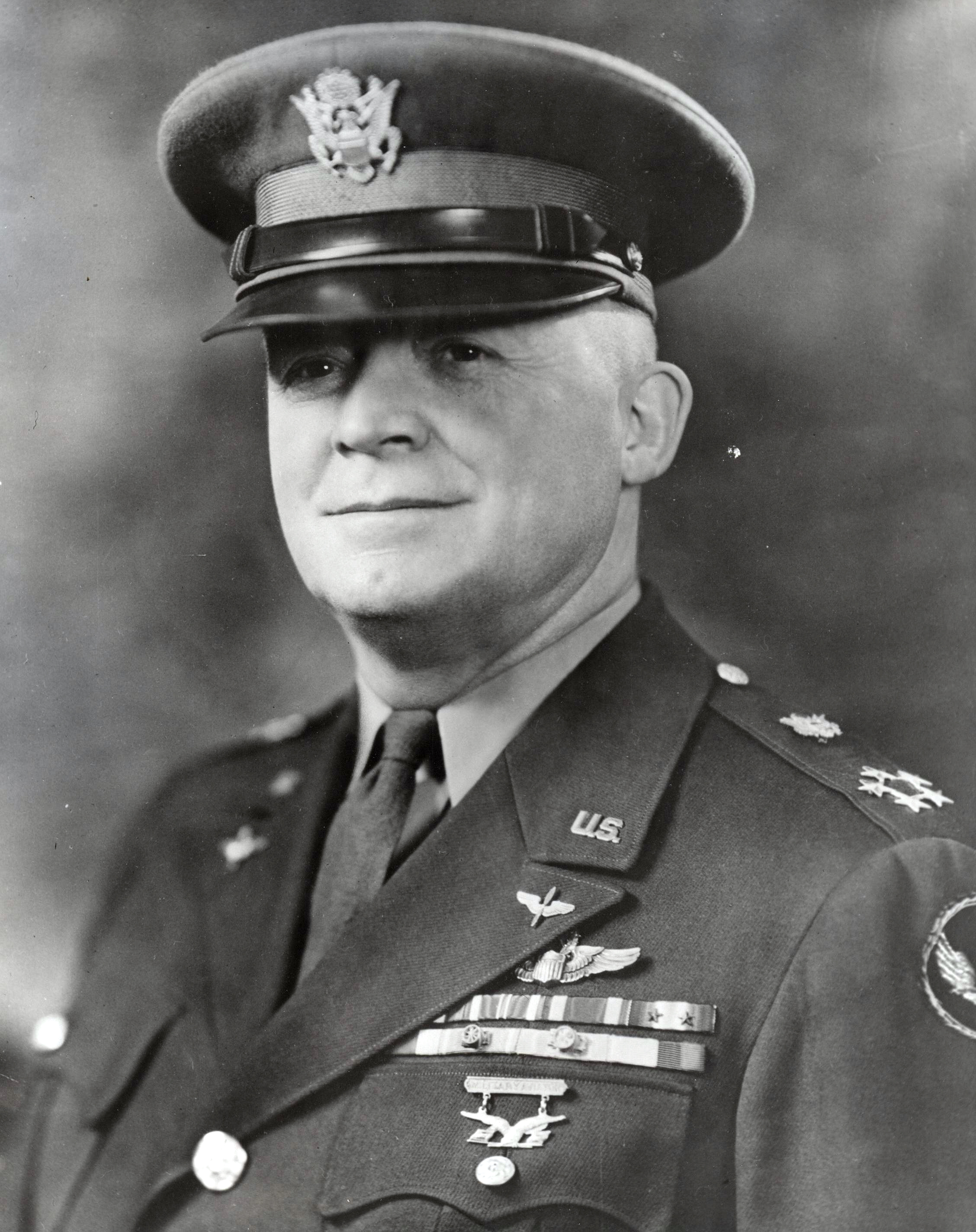
General de l'Exèrcit

Arnold va rebre doctorats honoris causa del Pennsylvania Military College i la Universitat del Sud de Califòrnia el 1941, i de l'Iowa Wesleyan College el 1942. Els honors de postguerra van incloure doctorats del Hahnemann College, la Universitat de Pennsilvània, la Universitat Harvard, l'Escola de Mines i Tecnologia de Dakota del Sud, de la Universitat de Colúmbia, de la Universitat de Califòrnia i del Ursinus College. Arnold també va rebre 26 condecoracions i premis de països estrangers en honor al seu servei durant la Segona Guerra Mundial.
El 19 de març de 1943, Arnold va ser ascendit (en temps de guerra) a general complet, i el 21 de desembre de 1944, va ser nomenat general de l'exèrcit de (cinc estrelles) sota la Llei Pública 78–482, que el va situar en quart lloc d'antiguitat de rang de l'exèrcit, només darrere de Marshall, MacArthur i Eisenhower.
El 1945, Arnold va dirigir la fundació del Projecte RAND (que es va convertir en RAND Corporation, un grup de reflexió sense ànim de lucre) amb 10.000.000 de dòlars de finançament sobrants de la Segona Guerra Mundial. Inicialment amb la missió de "connectar la planificació militar amb les decisions d'investigació i desenvolupament", RAND va ampliar àmpliament el seu abast més enllà de la seva missió original.
Després d'un viatge a Sud-amèrica el gener de 1946, en què va desenvolupar una arrítmia cardíaca prou severa com per cancel·lar la resta del viatge, Arnold va deixar el servei actiu a l'AAF el 28 de febrer de 1946 (la seva data oficial de jubilació va ser 30 de juny de 1946). El 23 de març de 1946, la Llei Pública 79–333 va fer permanent la promoció a General de l'Exèrcit per a tots els que l'ostenten, i va concedir el sou i les indemnitzacions íntegres als que figuraven a la llista de jubilats.El va succeir Spaatz, que també es va convertir en el primer cap d'estat major de la Força Aèria dels Estats Units quan es va convertir en un servei separat el 18 de setembre de 1947.
Arnold, que no estava prou sa per continuar treballant, es va retirar a un ranxo de 40 acres (16 ha) prop de Sonoma, Califòrnia. Va signar un contracte amb Harper & Brothers per escriure les seves memòries, Global Mission. La seva autobiografia va ser un intent de proporcionar seguretat financera a la seva dona després de la seva mort. A diferència de George S. Patton, que havia mort sobtadament el 1945, però havia estat independentment ric, o els seus altres col·legues que havien pres càrrecs al govern, com Marshall (nomenat secretari d'Estat), Arnold no tenia cap font d'ingressos més enllà de la seva paga de jubilació i bonificacions. Durant la redacció del mateix va patir el seu cinquè infart el gener de 1948, hospitalitzat durant tres mesos.
El 7 de maig de 1949, s'establí una llei per establir el grau de general de la Força Aèria va canviar la designació del grau i grau final d'Arnold a la de General de la Força Aèria, i segueix sent l'única persona que ha ocupat el grau. També és l'única persona que ocupa un rang de cinc estrelles en dos serveis militars nord-americans.

### Mort

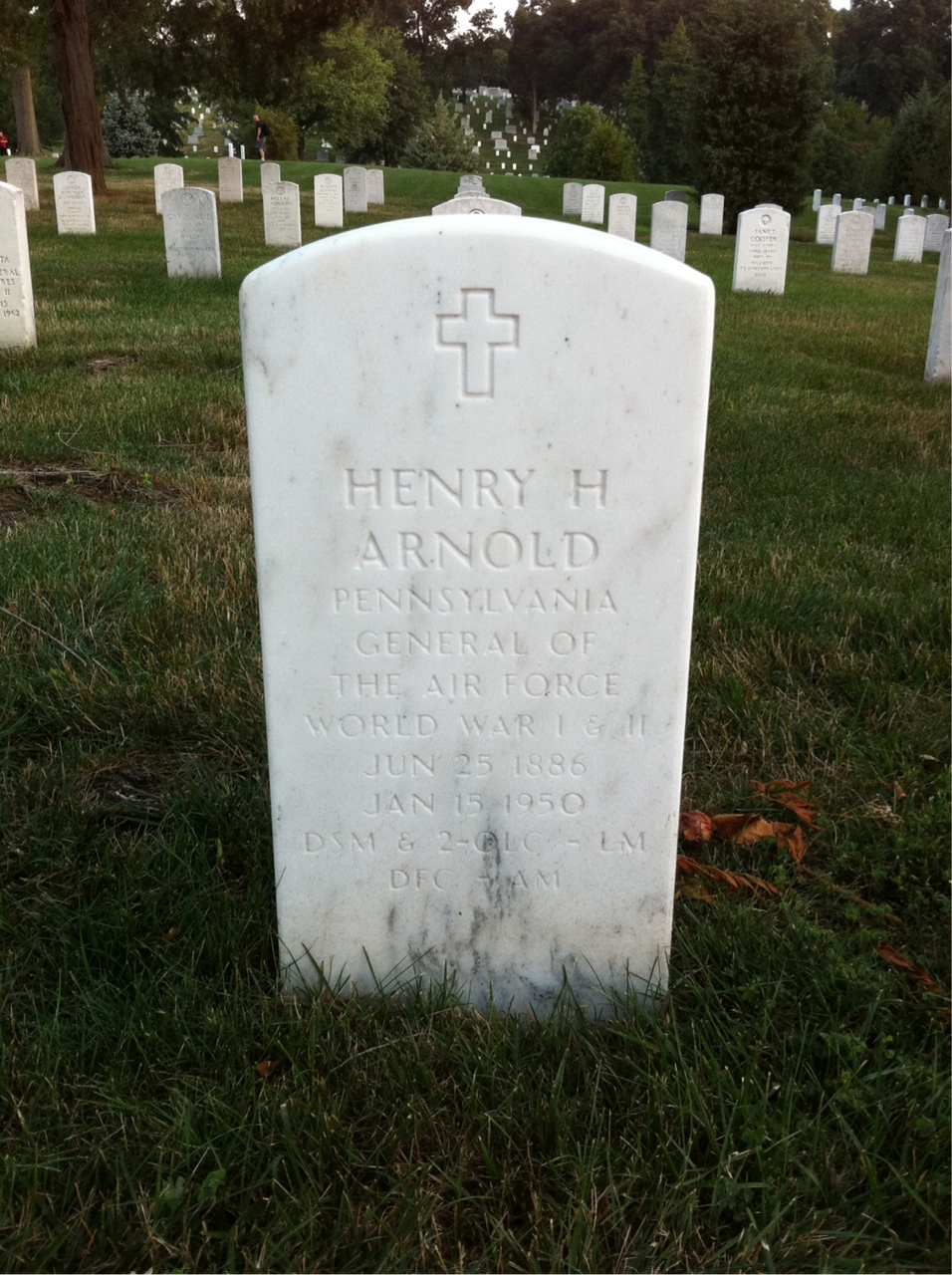
La tomba d'Arnold

Arnold va morir el 15 de gener de 1950 a la seva casa de Sonoma. Va rebre un funeral d'estat a Washington, DC, que incloïa serveis rars celebrats a l'Arlington Memorial Amphitheatre, i va ser enterrat a la secció 34, parcel·la número 44-A, del Cementiri nacional d'Arlington. Robert A. Lovett, amb qui Arnold va treballar estretament durant la guerra en la seva qualitat de Secretari Adjunt de Guerra per a l'Aire, va declarar que Arnold havia estat tan víctima de la guerra com si hagués estat ferit en el compliment del deure.
Els tres fills supervivents d'Arnold eren graduats a West Point (Henry Harley Jr., 1939; Willam Bruce, juny de 1943; i David Lee, 1949) i va assolir el grau de coronel. Els dos més joves van servir a la Força Aèria dels Estats Units i estan enterrats a prop de l'enterrament del seu pare al Cementiri Nacional d'Arlington.

## Llegat
El general HH Arnold Field (camp d'atletisme) a la Lower Merion High School, Ardmore, Pennsilvània, 19003, porta el nom d'Arnold.
| «                                           | [Hap Arnold era] un oficial dedicat en un camp especialitzat, ... i al mateix temps, un ésser humà, un company de cor càlid, lleial, mercurial i extravagantment bel·ligerant que no li importava a qui s'enfrontava a la batalla. | » |
| — — Robert A. Lovett, 6 de novembre de 1978 | |   |

La base de la Força Aèria Arnold, Tennessee, i el Complex de desenvolupament d'enginyeria Arnold reben el nom d'Arnold. El Laboratori d'Investigació de la Força Aèria generalment reconeix a Arnold com el visionari que va articular per primer cop que les capacitats superiors d'investigació i desenvolupament són essencials per dissuadir i guanyar guerres. Les idees d'Arnold sustenten el paper actual del Laboratori dins de la Força Aèria.
El centre social de cadets de l'Acadèmia de la Força Aèria dels Estats Units, Arnold Hall, i el Centre Comunitari d'Arnold Hall a la base de la Força Aèria Lackland prop de San Antonio, Texas, reben el nom d'Arnold.
La Patrulla Aèria Civil ha batejat amb el seu nom un premi que acompanya el grau d'Aviador Cadet de Primera Classe, conegut com el Premi Hap Arnold.
La Air Force Association reconeix la "contribució més significativa d'un militar per a la defensa nacional" amb el seu premi H.H. Arnold.
La màxima organització honorífica del ROTC de la Força Aèria, l'Arnold Air Society, porta el seu nom, i la Fundació George C. Marshall atorga anualment el premi George C. Marshall/Hap" Arnold ROTC al millor cadet sènior de cada col·legi o universitat amb un programa AFROTC. L'Air Force Aid Society, que va fundar, atorga una beca universitària en nom seu als dependents dels membres de la Força Aèria o jubilats.
El 21 de desembre de 1944, Arnold va ser nomenat general de l'exèrcit, col·locant-lo en companyia de Dwight D. Eisenhower, George Marshall i Douglas MacArthur, els únics quatre homes que van assolir el rang a la Segona Guerra Mundial, i juntament amb Omar Bradley, un dels únics cinc homes que van assolir el rang des de la mort de Philip Sheridan el 5 d'agost de 1888 , i els únics cinc homes que ostentaven el rang com a general de cinc estrelles. El rang va ser creat per una Llei del Congrés de manera temporal quan es va aprovar la Llei Pública 78–482 el 14 de desembre de 1944, [162] com a rang temporal, subjecte a la reversió al rang permanent sis mesos després del final de la guerra. El rang temporal va ser declarat llavors permanent el 23 de març de 1946, per la Llei Pública 333 del 79e Congrés , que també atorgava el sou i les indemnitzacions íntegres del grau als que figuraven en la llista de jubilats.Va ser creat per donar als comandants nord-americans més alts la paritat de rang amb els seus homòlegs britànics que ostentaven els rangs de mariscal de camp i almirall de la flota. Aquest segon grau de general de l'exèrcit no és el mateix que la versió posterior a la Guerra Civil pel seu propòsit i cinc estrelles.
El 1967, "Hap" Arnold va ser consagrat al National Aviation Hall of Fame.
El 1972, Arnold va ser inclòs al Saló de la Fama Internacional de l'Aire i l'Espai.
El 18 de maig de 2006, el Departament de la Força Aèria va presentar prototips de dos nous uniformes de servei, un que s'assemblava als que portaven els oficials del servei aeri abans de 1926, anomenat "abric patrimonial de Billy Mitchell", i un altre, semblant a l'exèrcit aeri dels Estats Units. L'uniforme de les Forces de la Segona Guerra Mundial i anomenat "abric patrimonial de Hap Arnold". El 2007, la Força Aèria va decidir a favor del prototip "Hap Arnold", però el 2009 el nou cap d'estat major de la Força Aèria va ordenar que "no es fessin més esforços amb l'abric patrimonial Hap Arnold" i el canvi d'uniforme es va suspendre indefinidament.
Durant l'última missió del transbordador espacial Endeavour, STS-134, una insígnia de cinc estrelles d'Arnold conservada al Museu Nacional de la Força Aèria dels Estats Units va ser portada a l'espai pel pilot del transbordador Gregory H. Johnson com a gest commemoratiu del llegat d'Arnold. Arnold va ser llavors l'homenatjat destacat de la celebració del Dia Nacional de l'Aviació del museu el 20 d'agost de 2011, quan Johnson va retornar la insígnia al museu.
A l'aeroport municipal de Great Bend , la B-29 Memorial Plaza mostra una placa commemorativa per la seva contribució al programa B-29.
L' escola secundària del Departament de Defensa dels Estats Units a l'antiga base aèria de Wiesbaden a Wiesbaden , Alemanya, va ser nomenada General HH Arnold High School el 1949. L'escola va ser rebatejada com a Wiesbaden High School el 2006 després que la instal·lació fos transferida a l'exèrcit dels Estats Units.
El 7 de novembre de 1988, el servei postal dels Estats Units va llançar el segell postal de 65 cèntims HH "Hap" Arnold amb la imatge d'Arnold, en el seu honor, com a part de la sèrie Great Americans.
Arnold Heights, Califòrnia , rep el seu nom en el seu honor, igual que Arnold Drive, una carretera principal que travessa la vall de Sonoma prop del seu ranxo.
Hap Arnold Boulevard, la carretera d'accés principal a Tobyhanna Army Depot a Tobyhanna, Pennsilvània, rep el seu nom en honor seu.
El general Arnold va ser l'exemplar de classe de la classe de l'Acadèmia de la Força Aèria dels Estats Units de 2012.

### Cinema
En una rara representació al cinema, Arnold va ser retratat amb simpatia a la pel·lícula de 1954 The Glenn Miller Story, interpretat per Barton MacLane. Va ser interpretat per Robert Brubaker a The Court Martial of Billy Mitchell. El 1977, l'actor Walter O. Miles el va tornar a interpretar al cinema a l'opus de dues parts The Amazing Howard Hughes, protagonitzada per Tommy Lee Jones com Hughes.
Arnold va aparèixer com ell mateix a Men of the Sky, un curt de propaganda en Technicolor fet per Warner Brothers i llançat el 25 de juliol de 1942. Apareix com ell mateix en els primers vuit minuts del curt de vint minuts, filmat el maig de 1942. al camp aeri de l'exèrcit de Merced, Califòrnia. Al curt, baixa del seu transport d'estat major C-42 a la base d'entrenament per presidir una cerimònia de graduació per als pilots que completen la seva formació en vol. Arnold pronuncia un breu discurs i parla amb cadascun dels quatre pilots (actors Tod Andrews, Don DeFore, Ray Montgomery i Dave Willock) mentre els fixa les ales.

## Dates de promoció
Les dates de promoció provenen del AF Historical Study No. 91
 Cadet a l'Acadèmia military dels Estats Units - 1903
 Tinent de 2a, infanteria: 14 de juny de 1907
 Tinent, infanteria: 10 d'abril de 1913
 Capità, Secció d'Aviació, Cos de senyals (ASSC): 20 de maig de 1916
 Capità, infanteria: 23 de setembre de 1916
 Major ASSC– 27 de juny de 1917
 Coronel, Cos de Senyals (Exèrcit Nacional 5 d'agost de 1917
 Major, infanteria: 15 de gener de 1918 (temporal) – 1 de juliol de 1920 (permanent)
 Major, Servei aeri: 11 d'agost de 1920
 Tinent Coronel, Cos Aeri: 1 de febrer de 1931
 Brigadier General – 2 de març de 1935 (temporal), 2 de desembre de 1940 (permanent)
 Coronel, Cos aeri: 1 de març de 1936
 Major General – 22 de setembre de 1938 (Cap del Cos Aeri), 3 de febrer de 1941 (permanent)
 Tinent General – 15 de desembre de 1941
 General: 19 de març de 1943
 General de l'Exèrcit – 21 de desembre de 1944 (rang permanent) – 23 de març de 1946
 General de la Força Aèria – 7 de maig de 1949

## Condecoracions
Pilot Comandant
 Medalla del Servei Distingit a l'Exèrcit amb dos Manats de Fulles de Roures (octubre de 1942, setembre de 1945, octubre de 1945)
 Legió del Mèrit
 Creu dels Vols Distingits
 Medalla de l'Aire
 Medalla de la Victòria a la I Guerra Mundial amb 2 estrelles de campanya
 Medalla del Servei de Defensa Americana amb 1 estrella de servei
 Medalla de la Campanya Americana
 Medalla de la Campanya Europea, Africana i de l'Orient Mitjà
 Medalla de la Campanya Asiàticopacífica
  Medalla de la Victòria a la II Guerra Mundial
 Gran Creu de Cavaller de l'orde del Bany (Regne Unit)
 Gran Creu de Cavaller de la Legió d'Honor (França)
 Gran Creu de Cavaller de l'orde de l'Àliga Asteca (Mèxic)
 Gran oficial de l'orde d'Ouissam Alauita (Marroc)
 Gran Creu de Cavaller de l'orde del Sol (Perú)
 Orde de l'Exèrcit de 1a classe (Guatemala)
 Gran Creu de Cavaller de l'orde de la Corona amb palma (Bèlgica)
 Creu de Guerra amb palma de bronze (Bèlgica)
 Gran Creu de Cavaller de l'orde de la Creu del Sud (Brasil)
 Gran Creu de Cavaller de l'orde del Mèrit Militar (Brasil)
 Gran oficial de l'orde del Mèrit Aeronàutic (Brasil)
 Gran Creu de Cavaller de l'orde del Mèrit (Xile)
 Gran Cordó Especial de l'orde del Núvol i la Bandera (República de Xina)
 Gran official de l'orde de Boyaca (Colòmbia)
 Orde d'Abdon Calderón de Primera Classe (Equador)
 Creu de guerra 1939–1945 amb palma de plata (França)
 Gran Creu amb espases de l'orde de Jordi I (Grècia)
 Gran Creu de Cavaller de l'orde Militar d'Itàlia
 Gran Creu de Cavaller amb espases de l'orde d' Orange-Nassau (Països Baixos)
 Gran Creu de Cavaller de l'orde de Vasco Núñez de Balboa (Panamà)
 Gran Creu de Comandant de l'orde de l'Espasa (Suècia)
 Creu de l'Aviació de Primera Classe (Perú)
 Medalla del Mèrit Militar de Primera Classe (Mèxic)
 Insígnia d'aviador militar

## Obra publicada

### Llibres de no ficció
- Arnold, Henry Harley. Airmen and Aircraft: An Introduction to Aeronautics.  New York: Ronald Press, 1926 (Ronald Aeronautic Library). OCLC 567959130 i 251155552.
- Arnold, Henry Harley. Greenville Army Flying School: Southeast Army Air Forces Training Center.  Baton Rouge, Louisiana: Army and Navy Publishing Company of Louisiana, 1942. OCLC 607347434.
- Arnold, Henry Harley. Wings over America.  Baton Rouge, Louisiana: Army and Navy Publishing Company of Louisiana, 1943. OCLC 41450501.
- Arnold, Henry Harley. Global Mission.  Blue Ridge Summit, Pennsylvania: TAB Books, 1989. ISBN 9780830640041.
- Arnold, Henry Harley; Eaker, Ira Clarence. This Flying Game. Second.  New York & London: Funk & Wagnalls, 1938. OCLC 316155189.
- Arnold, Henry Harley; Eaker, Ira Clarence. Winged Warfare.  New York & London: Harper & Brothers, 1941. OCLC 602377748 i 556889569.
- Arnold, Henry Harley; Eaker, Ira Clarence. Army Flyer.  New York & London: Harper & Brothers, 1942. OCLC 602019589.
- Arnold, Henry Harley. Huston, John W.. American Airpower Comes of Age: General Henry H. "Hap" Arnold's World War II Diaries.  Maxwell Air Force Base, Alabama: Air University Press, 2002. OCLC 50186463.
  - Arnold, Henry Harley. American Airpower Comes of Age. 1.  Air University Press, 2002. ISBN 1585660930.
  - Arnold, Henry Harley. American Airpower Comes of Age. 2.  Air University Press, 2002. ISBN 1585660949.

### Llibres infantils
- Arnold, Henry Harley. Bill Bruce Becomes an Ace.  New York: A. L. Burt Co., 1928. OCLC 2687645.
- Arnold, Henry Harley. Bill Bruce in the Trans-continental Race.  New York: A. L. Burt Co., 1928. OCLC 2687574.
- Arnold, Henry Harley. Bill Bruce and the Pioneer Aviators.  New York: A. L. Burt Co., 1928. OCLC 2687604.
- Arnold, Henry Harley. Bill Bruce on Forest Patrol.  New York: A. L. Burt Co., 1928. OCLC 2687623.
- Arnold, Henry Harley. Bill Bruce, the Flying Cadet.  New York: A. L. Burt Co., 1928. OCLC 2687671.